# Херцог на Норфолк
Херцог Норфолк (на английски: Duke of Norfolk Duke of Norfolk, [ˈnɔː(ɹ).fək]) е херцогска титла на известния английски род Хауърд. Това е най-старото съществуващо херцогско семейство в Англия (титлата датира от 1483 г.) и второто в йерархията сред съществуващите херцогства след херцог на Корнуол, като последната титла не е свързана с определен род, а се дава автоматично на най-големия син на монарха (обикновено херцогът на Корнуол е и принц на Уелс). Родът на херцозите на Норфолк се откроява сред другите аристократични фамилии също и с привързаността на много свои представители към католицизма след Реформацията от XVI век.
Херцозите на Норфолк са свързани със следните подчинени титли: граф на Аръндел (също най-древна титла на граф в Англия), граф на Съри, граф Норфолк, барон Бомонт, барон Мелтреверс, барон Фицалън, барон Клан, барон Озуъстри, барон Хауърд от Глосъп.

## Произход. Графове на Норфолк
Най-ранните графове на Норфолк са от семейство Биго; когато родът се прекратява, Едуард I дава титлата граф на Норфолк на петия си син Томас Брасъртън (1300 – 1338 г.). По-късните херцози на Норфолк произхождат от неговия правнук по женска линия Томас Моубрей, херцог на Норфолк и Нотингам, чрез най-голямата му дъщеря Маргарита, омъжена за сър Робърт Хауърд. От тях забележителни в историята са:
Джон Хауърд, 1-ви херцог на Норфолк (1430 – поч. 22 август, 1485), син на сър Робърт, враг на рода Ланкастър; при Едуард IV той става генерал-капитан (лорд маршал). Тъй като помага на Ричард III да дойде на власт, през юни 1483 г. последният му дава титлата херцог на Норфолк след смъртта на праплеменника на майка си Джон Моубрей, който не оставя мъжки потомък. Джон Хауърд умира заедно с краля през 1485 г. в битката при Босуърт. Посмъртно е обвинен в държавна измяна от Парламента и херцогската му титла е отнета от семейството му.
Томас Хауърд, 2-ри херцог на Норфолк, син на предишния. В битката при Босуърт той попада в ръцете на Хенри VII, след три години затвор е освободен, но носи само титлата граф на Съри. През 1495 г. той нахлува в Шотландия, чийто крал Джеймс IV го предизвиква на двубой. Ставайки лорд на хазната през 1501 г., той участва активно във външната политика при Хенри VII, а след това и при Хенри VIII, който след победата на шотландците при Флоден през 1513 г. му връща титлата херцог на Норфолк. Умира през 1524 г.
Томас Хауърд, 3-ти херцог на Норфолк (1473 – 1554), най-голям син на предишния.
Томас Хоуърд, 4-ти херцог на Норфолк (1536 – 1572), внук на предишния и син на екзекутирания Хенри Хауърд, граф на Съри (известен поет), отначало се радва на голямо разположение от страна на кралица Елизабет I, но по-късно, когато опитва да потърси ръката на затворената Мария Стюарт, е хвърлен в Тауър. Излязъл на свобода, той отново влиза в кореспонденция с Мария и даже въвлича в преговори папата, Филип Испански и херцог Алба, с цел освобождаване на затворничката и сваляне на Елизабет от трона. При разкриването на заговора той е екзекутиран, а семейството му отново губи всички имения и титли.